# خانه آزاده
خانه آزاده، بنایی تاریخی مربوط به دوره زندیه تا دوره قاجار است و در شهرستان شهرکرد، منطقه چالشتر واقع شده است. این اثر در تاریخ ۲۶ آبان ۱۳۷۵ با شمارهٔ ثبت ۱۷۵۹ به‌عنوان یکی از آثار ملی ایران به ثبت رسیده است.